# Dag Widman
Dag Herbert Rudolf Widman, född 27 april 1924 i Uppsala församling, död 30 oktober 2003 i Oscars församling i Stockholm, var en svensk konsthistoriker och museiman.
Dag Widman var son till stadsläkaren Gösta Widman och Margit, född Tranæus. Han studerade konsthistoria för Gregor Paulsson vid Uppsala universitet samt vid Stockholms högskola med licentiatexamen i konsthistoria 1954. 
Han arbetade som redaktionssekreterare på tidskriften Form och från 1957 med konsthantverk på Nationalmuseum i Stockholm. Åren 1963–1965 var han verkställande direktör för Svenska slöjdföreningen. Han var därefter chefsintendent vid Nationalmuseums konsthantverksavdelning 1966–1980 samt 1981–1989 överintendent för Prins Eugens Waldemarsudde.
Dag Widman var gift första gången 1949–1977 med Kristina Widman och andra gången från 1979 med fil. kand. Deta Liljenfeldt. Han har tre söner i första giftet. Dag Widman är begravd på Uppsala gamla kyrkogård.